# Eubrachycercus
Eubrachycercus smithi es una especie de arañas migalomorfas de la familia Barychelidae. Es el único miembro del género monotípico Eubrachycercus. Se encuentra en Somalia.